# Autonomia
Autonomia (do grego antigo αὐτονομία, autonomia: de αὐτόνομος, autonomos, uma junção de αὐτο-, auto-, "de si mesmo" + νόμος, nomos, "lei", ou seja, "aquele que estabelece suas próprias leis") é um conceito encontrado na moral, na política, na filosofia e na bioética. É a capacidade de um indivíduo racional (não necessariamente um organismo vivo) de tomar uma decisão não forçada baseada nas informações disponíveis. Na filosofia ligada à moral e à política, a autonomia é usada como base para se determinar a responsabilidade moral da ação de alguém, (ver teoria desenvolvida por Kant) sendo aplicada na ética feminista. Outras áreas do conhecimento também usam o termo, como medicina e exploração espacial.

## Autonomia em ciência política
"Autonomia" é uma palavra vinda do grego que designa lei, e ao mesmo tempo, território. No inglês, o termo é devolution ou home rule. Em ciência política, é a qualidade de um território ou organização de estabelecer com liberdade suas próprias leis ou normas. O conceito difere do de soberania, uma vez que um Estado soberano tem plenos poderes sobre si próprio em termos de representação diplomática internacional, enquanto que, na autonomia, os poderes não são plenos.
"Autonomia local" é o direito e a capacidade efetiva de as autarquias locais regulamentarem e gerirem, nos termos da lei, sob sua responsabilidade e no interesse das respectivas populações, uma parte importante dos assuntos públicos.
O termo "autonomia" é usado para indicar a concessão de poder por parte de um governo central em favor de um governo em nível regional ou local, segundo o princípio da subsidiariedade, ou, na época do Antigo Regime, fazer a passagem da sucessão de um território a um herdeiro legítimo.
Muitas vezes, os poderes autônomos são temporários e permanecem, em última análise, ligados ao governo central. Os sistemas federais delegam o poder e as funções das entidades federais sob garantia da observância da Constituição ou das normas de âmbito constitucional.
Lista de estados unitários com autonomias concedidas
| Estado        | Forma de governo | Subdivisões                      | Número de subdivisões    | Outras subdivisões      |
| ------------- | ---------------- | -------------------------------- | ------------------------ | ----------------------- |
| Espanha       | Monarquia        | Comunidades autónomas da Espanha | 17 comunidades autónomas | 2 cidades autónomas     |
| Itália        | República        | Regiões da Itália                | 15 regiões               | 5 regiões autónomas     |
| Madagáscar    | República        | Províncias de Madagáscar         | 6 províncias             |                         |
| Peru          | República        | Regiões do Peru                  | 25 regiões               | 1 província de 1ª ordem |
| Portugal      | República        | Regiões Autónomas                | 2 regiões autónomas      |                         |
| Ilhas Salomão | Monarquia        | Províncias das Ilhas Salomão     | 9 províncias             | 1 território da capital |
| Sri Lanka     | República        | Províncias do Sri Lanka          | 9 províncias             |                         |
| Reino Unido   | Monarquia        | Países constituintes             | 3 países auto-governados |                         |

## Autonomia em filosofia
Filosoficamente, o conceito de autonomia confunde-se com o de liberdade, consistindo na qualidade de um indivíduo de tomar as suas próprias decisões com base na razão. No caso, o indivíduo não é condicionado a agir, mas sim impulsionado por uma auto exigência. 
| “ | Servir-se da sua própria razão é ser autónomo e, portanto, livre. | ” |

## Autonomia em educação
Em educação, o termo "autonomia" está ligado à condição do aprendente de organizar seus próprios estudos, buscando fontes de informação e conhecimento, e construindo um saber ligado aos seus próprios objetivos. Em educação a distância, o termo "autonomia" é usado para evidenciar a independência do aluno em relação aos professores. Há uma liberdade na escolha dos caminhos e alvos da educação, o que significa, também, uma responsabilidade maior por parte do aprendiz.
No Brasil, Paulo Freire foi um pedagogo que, através da sua obra "Pedagogia da Autonomia" promoveu diversas contribuições para esse tema. Nesse trabalho, o autor formulou uma proposta educacional que procura transformar o educando em sujeito, o que implica na promoção da autonomia. Seu método propõe uma alfabetização, uma educação, que leve à tomada de consciência da própria condição social. A conscientização possibilitaria a transformação social, pela práxis que se faz na ação e reflexão. Para ele, a libertação das heteronomias, normalmente impostas pela ordem sócio-econômica-educacional injusta e/ou autoritária, é condição necessária para a autonomia.

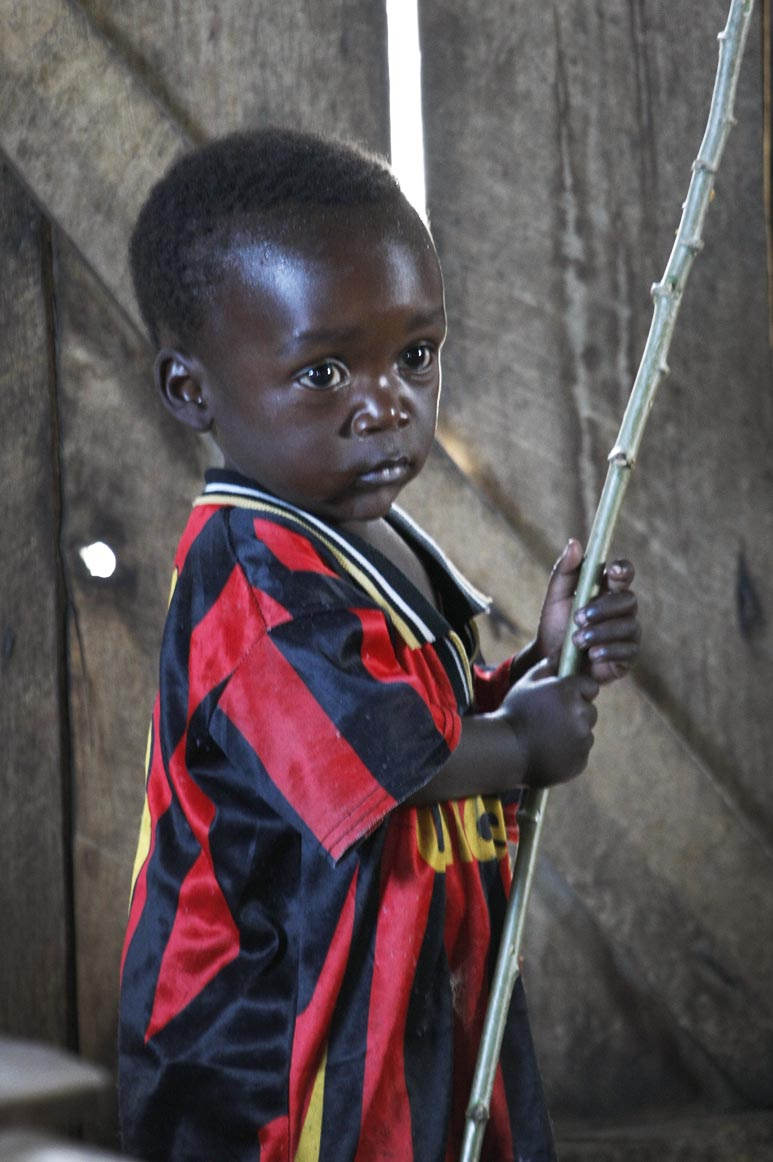
Criança em um campo de refugiados em Goma, na República Democrática do Congo: à medida que uma criança cresce, ela vai adquirindo maior grau de autonomia

## Autonomia em sistemas espaciais
Autonomia é uma característica de uso cada vez mais frequente na exploração espacial, com dois objetivos:
- Precisão e continuidade nas operações:

exemplo - várias espaçonaves voando em formação ajustam suas posições relativas de uma forma muito mais precisa e complexa.
- Redução de custo:

exemplo - detecção de falhas e recuperação dessas falhas usando o sistema da própria espaçonave, sem envolvimento da estação terrestre, diminuem o tempo de uso dos links de comunicação, reduzindo custos operacionais.
Ver, também, Robótica, Cibernética e Veículo aéreo não tripulado.